# 达尔温·查韦斯
达尔温·查韦斯（西班牙語：Dárvin Chávez，1989年11月21日—），墨西哥男子足球运动员，司职后卫。他曾代表墨西哥国奥队参加2012年夏季奥林匹克运动会足球比赛，获得一枚金牌。